# بیل لی
بیل لی (انگلیسی: Bill Lee; ۲۳ ژوئیهٔ ۱۹۲۸ – ۲۴ مهٔ ۲۰۲۳) آهنگساز و نوازنده اهل ایالات متحده آمریکا بود. اسپایک لی و جوئی لی فرزندان او هستند. او برای بسیاری از فیلم‌های پسرش اسپایک لی موسیقی ساخت از جمله این فیلم‌ها می‌توان به کار درست را بکن و بهترین بلوز اشاره کرد.